# John Parkes

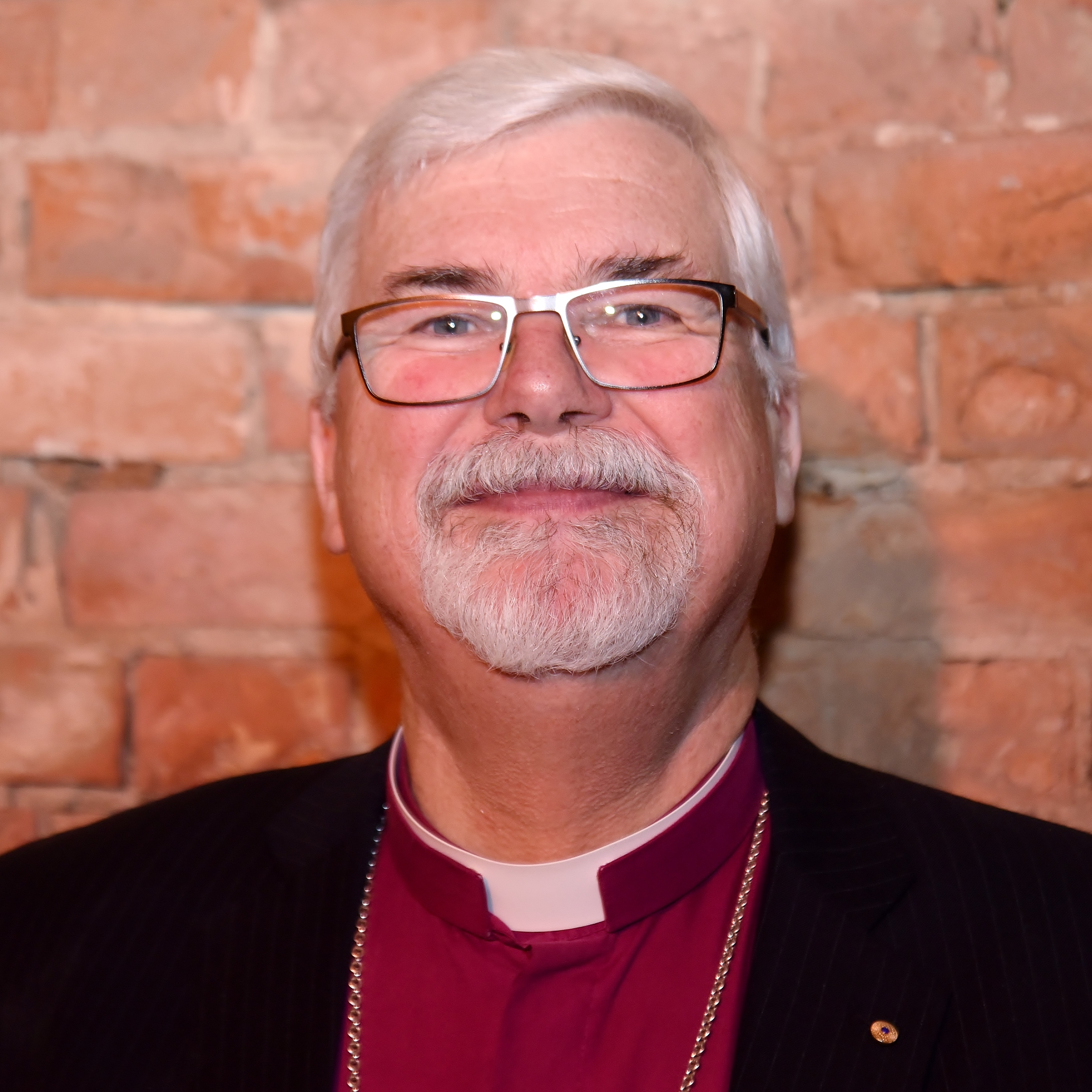
John Parkes

John Parkes (* 1950) ist ein australischer anglikanischer Bischof der Anglican Church of Australia.

## Leben
Parkes studierte anglikanische Theologie. Als Rektor war Parkes von 1998 bis 2004 an der All Saints' Church in Ainslie, Canberra, tätig. Als Weihbischof war er im anglikanischen Bistum Brisbane tätig. Am 13. Dezember 2008 wurde er als Bischof des anglikanischen Bistums Wangaratta eingeführt.